# Wahlkreis Frankfurt am Main IV
Der Wahlkreis Frankfurt am Main IV (Wahlkreis 37) ist einer von sechs Landtagswahlkreisen im Stadtgebiet der kreisfreien Stadt Frankfurt am Main in Hessen. Er umfasst die südlich des Mains gelegenen Ortsteile Niederrad, Oberrad, Sachsenhausen (einschließlich Flughafen) und Schwanheim (seit 2018 nicht mehr vollständig). 2018 wurde der Stadtbezirk 531 des Ortsteils Schwanheim an den Wahlkreis Frankfurt am Main I abgegeben.
Im März 2018 wurde bekannt, dass der Wahlkreis Frankfurt am Main I eine Abweichung von mehr 25 Prozent nach unten aufweist. Die dortige Bevölkerung war von der Stadt Frankfurt falsch berechnet worden. Der Staatsgerichtshof des Landes Hessen entschied am 9. Mai 2018, dass der Frankfurt am Main I neu abgegrenzt werden muss. In der Folge schlug die Stadt Frankfurt vor, einen Teil des Stadtteils Schwanheim aus dem Frankfurt am Main IV dem Wahlkreis Frankfurt am Main I zuzuschlagen. Der Landtag verabschiedete eine entsprechende Gesetzesänderung, die am 30. Juni 2018 in Kraft trat.

## Wahl 2023
| Landtagswahl in Hessen 2023 – WK Frankfurt am Main IVZweitstimmen %403020100 32,1 %23,6 %14,1 %9,9 %7,2 %4,7 %2,7 %1,8 %1,0 %2,8 % CDUGrüneSPDAfDFDPLinkeVoltFWTierschutzSonst.Gewinne und Verlusteim Vergleich zu 2018 %p 8 6 4 2 0 −2 −4 −6+7,5 %p−2,5 %p−3,5 %p+1,0 %p−1,7 %p−4,3 %p+2,7 %p± 0,0 %p+0,3 %p+0,4 %pCDUGrüneSPDAfDFDPLinkeVoltFWTierschutzSonst. |

| Gegenstand der Nachweisung | Gegenstand der Nachweisung | Erst- stimmen | Erst- stimmen | Zweit- stimmen | Zweit- stimmen |
| Bewerber                   | Partei                     | Anzahl        | %             | Anzahl         | %              |
| -------------------------- | -------------------------- | ------------- | ------------- | -------------- | -------------- |
| Wahlberechtigte            | Wahlberechtigte            | 66.937        | 66.937        | 66.937         | 66.937         |
| Wähler                     | Wähler                     | 41.414        | 41.414        | 41.414         | 61,9           |
| Ungültige Stimmen          | Ungültige Stimmen          | 475           | 1,1           | 371            | 0,9            |
| Gültige Stimmen            | Gültige Stimmen            | 40.939        | 98,9          | 41.043         | 99,1           |
| davon                      |                            |               |               |                |                |
| Michael Boddenberg         | CDU                        | 14.398        | 35,2          | 13.181         | 32,1           |
| Mirjam Schmidt             | GRÜNE                      | 9.849         | 24,1          | 9.668          | 23,6           |
| Katharina Stier            | SPD                        | 6.386         | 15,6          | 5.801          | 14,1           |
| Willy Klinger              | AfD                        | 3.805         | 9,3           | 4.059          | 9,9            |
| Yanki Pürsün               | FDP                        | 2.465         | 6,0           | 2.941          | 7,2            |
| Daniela Mehler-Würzbach    | Die Linke                  | 2.106         | 5,1           | 1.946          | 4,7            |
| Theodor Hahn               | Freie Wähler               | 962           | 2,3           | 752            | 1,8            |
|                            | Tierschutzpartei           |               |               | 414            | 1,0            |
|                            | Die PARTEI                 | 379           | 0,9           |                |                |
|                            | Piraten                    | 105           | 0,3           |                |                |
|                            | ÖDP                        | 61            | 0,1           |                |                |
|                            | P. f. schulm. Verjf.       | 17            | 0,0           |                |                |
|                            | V-Partei³                  | 134           | 0,3           |                |                |
|                            | PdH                        | 70            | 0,2           |                |                |
|                            | ABG                        | 53            | 0,1           |                |                |
|                            | APPD                       | 21            | 0,1           |                |                |
|                            | Basis                      | 145           | 0,4           |                |                |
|                            | DKP                        | 46            | 0,1           |                |                |
|                            | DIE NEUE MITTE             | 21            | 0,1           |                |                |
| Che Chukwumerije           | Volt                       | 968           | 2,4           | 1.123          | 2,7            |
|                            | Klimaliste                 |               |               | 106            | 0,3            |

## Wahl 2018
| Gegenstand der Nachweisung  | Gegenstand der Nachweisung | Wahlkreis- stimmen | Wahlkreis- stimmen | Landes- stimmen | Landes- stimmen |
| Kreiswahlbewerber           | Partei                     | Anzahl             | %                  | Anzahl          | %               |
| --------------------------- | -------------------------- | ------------------ | ------------------ | --------------- | --------------- |
| Wahlberechtigte             | Wahlberechtigte            | 64.818             | 100,0              | 64.818          | 100,0           |
| Wähler                      | Wähler                     | 42.459             | 65,5               | 42.459          | 65,5            |
| Ungültige Stimmen           | Ungültige Stimmen          | 681                | 1,6                | 617             | 1,5             |
| Gültige Stimmen             | Gültige Stimmen            | 41.778             | 100,0              | 41.842          | 100,0           |
| davon                       |                            |                    |                    |                 |                 |
| Michael Boddenberg          | CDU                        | 11.166             | 27,0               | 10.311          | 24,6            |
| Stephanie Then              | SPD                        | 8.350              | 20,2               | 7.367           | 17,6            |
| Mirjam Schmidt              | GRÜNE                      | 10.647             | 25,7               | 10.905          | 26,1            |
| Magdalena Depta-Wollenhaupt | LINKE                      | 3.305              | 8,0                | 3.783           | 9,0             |
| Yanki Pürsün                | FDP                        | 2.846              | 6,9                | 3.725           | 8,9             |
| Erich Heidkamp              | AfD                        | 3.458              | 8,3                | 3.719           | 8,9             |
| –                           | PIRATEN                    | –                  | –                  | 157             | 0,4             |
| Erhard Römer                | FREIE WÄHLER               | 1.100              | 2,7                | 736             | 1,8             |
| –                           | NPD                        | –                  | –                  | 44              | 0,1             |
| –                           | Die Partei                 | –                  | –                  | 318             | 0,8             |
| –                           | ödp                        | –                  | –                  | 100             | 0,2             |
| –                           | Die Grauen                 | –                  | –                  | 74              | 0,2             |
| –                           | BüSo                       | –                  | –                  | 3               | 0,0             |
| –                           | AD-Demokraten              | –                  | –                  | 28              | 0,1             |
| –                           | Bündnis C                  | –                  | –                  | 28              | 0,1             |
| –                           | BGE                        | –                  | –                  | 45              | 0,1             |
| –                           | Die Violetten              | –                  | –                  | 25              | 0,1             |
| –                           | LKR                        | –                  | –                  | 18              | 0,0             |
| –                           | Menschliche Welt           | –                  | –                  | 32              | 0,1             |
| –                           | Die Humanisten             | –                  | –                  | 53              | 0,1             |
| –                           | Gesundheitsforschung       | –                  | –                  | 30              | 0,1             |
| –                           | Tierschutzpartei           | –                  | –                  | 284             | 0,7             |
| –                           | V-Partei³                  | –                  | –                  | 57              | 0,1             |

Neben dem direkt gewählten Wahlkreisabgeordneten Michael Boddenberg (CDU), der dem Parlament bereits seit 1999 angehört, sind die Grünen-Kandidatin Mirjam Schmidt und der FDP-Kandidat Yanki Pürsün über die jeweilige Landesliste ihrer Partei in den Landtag eingezogen. Nach dem Tod des gewählten AfD-Abgeordneten Nikolaus Pethö noch vor der Landtagskonstituierung, zog auch der hiesige AfD-Kandidat Erich Heidkamp als nächster Listenkandidat in das Parlament ein.

## Wahl 2013
| Gegenstand der Nachweisung | Gegenstand der Nachweisung | Wahlkreis- stimmen | Wahlkreis- stimmen | Landes- stimmen | Landes- stimmen |
| Kreiswahlbewerber/in       | Partei                     | Anzahl             | %                  | Anzahl          | %               |
| -------------------------- | -------------------------- | ------------------ | ------------------ | --------------- | --------------- |
| Wahlberechtigte            | Wahlberechtigte            | 69.773             | 100,0              | 69.773          | 100,0           |
| Wähler                     | Wähler                     | 49.575             | 71,1               | 49.575          | 71,1            |
| Ungültige Stimmen          | Ungültige Stimmen          | 1.407              | 2,8                | 1.043           | 2,1             |
| Gültige Stimmen            | Gültige Stimmen            | 48.168             | 100,0              | 48.532          | 100,0           |
| davon                      |                            |                    |                    |                 |                 |
| Michael Boddenberg         | CDU                        | 19.308             | 40,1               | 16.512          | 34,0            |
| Ralf Heider                | SPD                        | 15.086             | 31,0               | 12.721          | 26,2            |
| Yanki Pürsün               | FDP                        | 1.657              | 3,4                | 3.456           | 7,1             |
| Ursula auf der Heide       | GRÜNE                      | 7.439              | 15,4               | 8.214           | 16,9            |
| Knut Dörfel                | LINKE                      | 3.010              | 6,2                | 3.461           | 7,1             |
| –                          | FREIE WÄHLER               | x                  | x                  | 341             | 0,7             |
| –                          | NPD                        | x                  | x                  | 330             | 0,7             |
| –                          | REP                        | x                  | x                  | 93              | 0,2             |
| Stefan Schimanowski        | PIRATEN                    | 1.315              | 2,7                | 989             | 2,0             |
| –                          | BüSo                       | x                  | x                  | 20              | 0,0             |
| –                          | ADd                        | x                  | x                  | 36              | 0,1             |
| Erhard Römer               | Die Grauen                 | 493                | 1,0                | 202             | 0,4             |
| –                          | AfD                        | x                  | x                  | 1.595           | 3,3             |
| –                          | AVIP                       | x                  | x                  | 28              | 0,1             |
| –                          | LUPe                       | x                  | x                  | 130             | 0,3             |
| –                          | ÖDP                        | x                  | x                  | 74              | 0,2             |
| –                          | Die PARTEI                 | x                  | x                  | 308             | 0,6             |
| –                          | PSG                        | x                  | x                  | 22              | 0,0             |

Michael Boddenberg zog als Gewinner des Direktmandats in den Landtag ein.

## Wahl 2009
Wahlkreisergebnis der Landtagswahl in Hessen 2009:
| Gegenstand der Nachweisung | Gegenstand der Nachweisung | Wahlkreis- stimmen | Wahlkreis- stimmen | Landes- stimmen | Landes- stimmen |
| Bewerber                   | Partei                     | Anzahl             | %                  | Anzahl          | %               |
| -------------------------- | -------------------------- | ------------------ | ------------------ | --------------- | --------------- |
| Wahlberechtigte            | Wahlberechtigte            | 68.836             | 100,0              | 68.836          | 100,0           |
| Wähler                     | Wähler                     | 41.884             | 60,8               | 41.884          | 60,8            |
| Ungültige Stimmen          | Ungültige Stimmen          | 1.215              | 2,9                | 1.019           | 2,4             |
| Gültige Stimmen            | Gültige Stimmen            | 40.669             | 100,0              | 40.865          | 100,0           |
| davon                      |                            |                    |                    |                 |                 |
| Michael Boddenberg         | CDU                        | 17.090             | 42,0               | 14.172          | 34,7            |
| Petra Tursky-Hartmann      | SPD                        | 9.424              | 23,2               | 7.409           | 18,1            |
| Yanki Pürsün               | FDP                        | 4.414              | 10,9               | 7.574           | 18,5            |
| Sarah Sorge                | GRÜNE                      | 6.594              | 16,2               | 7.832           | 19,1            |
| Dieter Hooge               | LINKE                      | 2.294              | 05,6               | 2.666           | 06,5            |
| Michael Münch              | REP                        | 288                | 00,7               | 250             | 00,6            |
| –                          | FW                         | –                  | –                  | 481             | 01,2            |
| Christian Müller           | NPD                        | 259                | 00,6               | 221             | 00,5            |
| –                          | PIRATEN                    | –                  | –                  | 206             | 00,5            |
| –                          | BüSo                       | –                  | –                  | 63              | 00,2            |
| Wolf-Reiner Ruppert        | Parteilos                  | 306                | 00,8               | –               | –               |

Neben Michael Boddenberg als Gewinner des Direktmandats ist aus dem Wahlkreis noch Sarah Sorge über die Landesliste in den Landtag eingezogen.

## Wahl 2008
| Gegenstand der Nachweisung | Gegenstand der Nachweisung | Wahlkreis- stimmen | Wahlkreis- stimmen | Landes- stimmen | Landes- stimmen |
| Bewerber                   | Partei                     | Anzahl             | %                  | Anzahl          | %               |
| -------------------------- | -------------------------- | ------------------ | ------------------ | --------------- | --------------- |
| Wahlberechtigte            | Wahlberechtigte            | 68.501             | 100,0              | 68.501          | 100,0           |
| Wähler                     | Wähler                     | 43.506             | 63,5               | 43.506          | 63,5            |
| Ungültige Stimmen          | Ungültige Stimmen          | 947                | 2,2                | 729             | 1,7             |
| Gültige Stimmen            | Gültige Stimmen            | 42.559             | 100,0              | 42.777          | 100,0           |
| davon                      |                            |                    |                    |                 |                 |
| Michael Boddenberg         | CDU                        | 16.453             | 38,7               | 15.036          | 35,2            |
| Petra Tursky-Hartmann      | SPD                        | 13.498             | 31,7               | 13.130          | 30,7            |
| Sarah Sorge                | GRÜNE                      | 5.298              | 12,4               | 4.995           | 11,7            |
| Yanki Pürsün               | FDP                        | 3.206              | 07,5               | 5.294           | 12,4            |
| Matthias Ottmar            | REP                        | 354                | 00,8               | 286             | 00,7            |
| Gideon Ritter              | Tierschutzpartei           | 506                | 01,2               | 268             | 00,6            |
| –                          | BüSo                       | –                  | –                  | 13              | 0,0             |
| –                          | PSG                        | –                  | –                  | 17              | 0,0             |
| –                          | Volksabstimmung            | –                  | –                  | 41              | 00,1            |
| ?                          | GRAUE                      | 206                | 00,5               | 166             | 00,4            |
| Dieter Hooge               | LINKE                      | 2.238              | 05,3               | 2.756           | 06,5            |
| –                          | Die Violetten              | –                  | –                  | 46              | 00,1            |
| –                          | FAMILIE                    | –                  | –                  | 63              | 00,2            |
| Wolfgang Hübner            | FW                         | 415                | 01,0               | 259             | 00,6            |
| Paul Litschke              | NPD                        | 287                | 00,7               | 268             | 00,6            |
| –                          | PIRATEN                    | –                  | –                  | 121             | 00,3            |
| –                          | UB                         | –                  | –                  | 18              | 00,0            |
| Wolf-Reiner Ruppert        | Parteilos                  | 98                 | 00,2               | –               | –               |

## Wahl 2003
| Gegenstand der Nachweisung | Gegenstand der Nachweisung | Wahlkreis- stimmen | Wahlkreis- stimmen | Landes- stimmen | Landes- stimmen |
| Bewerber                   | Partei                     | Anzahl             | %                  | Anzahl          | %               |
| -------------------------- | -------------------------- | ------------------ | ------------------ | --------------- | --------------- |
| Wahlberechtigte            | Wahlberechtigte            | 66.849             | 100,0              | 66.849          | 100,0           |
| Wähler                     | Wähler                     | 42.335             | 63,3               | 42.335          | 63,3            |
| Ungültige Stimmen          | Ungültige Stimmen          | 1.251              | 3,0                | 759             | 1,8             |
| Gültige Stimmen            | Gültige Stimmen            | 41.084             | 100,0              | 41.576          | 100,0           |
| davon                      |                            |                    |                    |                 |                 |
| Michael Boddenberg         | CDU                        | 19.841             | 48,3               | 17.962          | 43,2            |
| ?                          | SPD                        | 11.802             | 28,7               | 9.554           | 23,0            |
| Sarah Sorge                | GRÜNE                      | 6.693              | 16,3               | 7.065           | 17,0            |
| ?                          | FDP                        | 2.748              | 6,7                | 3.975           | 9,6             |
| –                          | REP                        | –                  | –                  | 454             | 1,1             |
| –                          | Tierschutzpartei           | –                  | –                  | 280             | 0,7             |
| –                          | DIE FRAUEN                 | –                  | –                  | 90              | 0,2             |
| –                          | PBC                        | –                  | –                  | 59              | 0,1             |
| –                          | DKP                        | –                  | –                  | 130             | 0,3             |
| –                          | ödp                        | –                  | –                  | 34              | 0,1             |
| –                          | BüSo                       | –                  | –                  | 20              | 0,0             |
| –                          | FAG Hessen                 | –                  | –                  | 1.755           | 4,2             |
| –                          | PSG                        | –                  | –                  | 24              | 0,1             |
| –                          | Schill                     | –                  | –                  | 174             | 0,4             |

## Wahl 1999
| Gegenstand der Nachweisung | Gegenstand der Nachweisung | Wahlkreis- stimmen | Wahlkreis- stimmen | Landes- stimmen | Landes- stimmen |
| Bewerber                   | Partei                     | Anzahl             | %                  | Anzahl          | %               |
| -------------------------- | -------------------------- | ------------------ | ------------------ | --------------- | --------------- |
| Wahlberechtigte            | Wahlberechtigte            | 66.344             | 100,0              | 66.344          | 100,0           |
| Wähler                     | Wähler                     | 43.593             | 65,7               | 43.593          | 65,7            |
| Ungültige Stimmen          | Ungültige Stimmen          | 635                | 1,5                | 598             | 1,4             |
| Gültige Stimmen            | Gültige Stimmen            | 42.958             | 100,0              | 42.995          | 100,0           |
| davon                      |                            |                    |                    |                 |                 |
| Michael Boddenberg         | CDU                        | 17.932             | 44,4               | 16.617          | 41,0            |
| ?                          | SPD                        | 14.474             | 33,7               | 12.893          | 30,0            |
| Sarah Sorge                | GRÜNE                      | 5.814              | 13,5               | 7.100           | 16,5            |
| ?                          | F.D.P.                     | 1.848              | 4,3                | 2.664           | 6,2             |
| ?                          | REP                        | 907                | 2,1                | 844             | 2,0             |
| –                          | Die Tierschutzpartei       | –                  | –                  | 196             | 0,5             |
| ?                          | DIE FRAUEN                 | 175                | 0,4                | 113             | 0,3             |
| –                          | PASS                       | –                  | –                  | 35              | 0,1             |
| –                          | DKP                        | –                  | –                  | 94              | 0,2             |
| ?                          | BüSo                       | 41                 | 0,1                | 20              | 0,0             |
| –                          | FWG                        | –                  | –                  | 24              | 0,1             |
| –                          | PBC                        | –                  | –                  | 45              | 0,1             |
| –                          | DHP                        | –                  | –                  | 7               | 0,0             |
| ?                          | NATURGESETZ                | 116                | 0,3                | 70              | 0,2             |
| –                          | ödp                        | –                  | –                  | 105             | 0,2             |
| –                          | NPD                        | –                  | –                  | 52              | 0,1             |
| ?                          | BFB-Die Offensive          | 263                | 0,6                | 286             | 0,7             |

## Wahl 1995
| Gegenstand der Nachweisung | Gegenstand der Nachweisung | Wahlkreis- stimmen | Wahlkreis- stimmen | Landes- stimmen | Landes- stimmen |
| Bewerber                   | Partei                     | Anzahl             | %                  | Anzahl          | %               |
| -------------------------- | -------------------------- | ------------------ | ------------------ | --------------- | --------------- |
| Wahlberechtigte            | Wahlberechtigte            | 67.135             | 100,0              | 67.135          | 100,0           |
| Wähler                     | Wähler                     | 43.726             | 65,1               | 43.726          | 65,1            |
| Ungültige Stimmen          | Ungültige Stimmen          | 778                | 1,8                | 775             | 1,8             |
| Gültige Stimmen            | Gültige Stimmen            | 42.948             | 100,0              | 42.951          | 100,0           |
| davon                      |                            |                    |                    |                 |                 |
| Anita Breithaupt           | SPD                        | 14.080             | 32,8               | 12.206          | 28,4            |
| Wolfgang Stammler          | CDU                        | 19.654             | 45,6               | 17.869          | 41,6            |
| ?                          | GRÜNE                      | 4.925              | 11,5               | 6.712           | 15,6            |
| ?                          | F.D.P.                     | 2.016              | 4,7                | 3.795           | 8,8             |
| ?                          | ÖDP                        | 202                | 0,5                | 134             | 0,3             |
| ?                          | GRAUE                      | 400                | 0,9                | 330             | 0,8             |
| ?                          | REP                        | 1.113              | 2,6                | 1.061           | 2,5             |
| –                          | Solidarität                | –                  | –                  | 6               | 0,0             |
| –                          | APD                        | –                  | –                  | 63              | 0,1             |
| –                          | DKP                        | –                  | –                  | 93              | 0,2             |
| ?                          | NPD                        | 95                 | 0,2                | 95              | 0,2             |
| –                          | DHP                        | –                  | –                  | 15              | 0,0             |
| –                          | f.NEP                      | –                  | –                  | 41              | 0,1             |
| ?                          | NATURGESETZ                | 115                | 0,3                | 109             | 0,3             |
| ?                          | BFB                        | 272                | 0,6                | 254             | 0,6             |
| –                          | PBC                        | –                  | –                  | 53              | 0,1             |
| ?                          | STATT Partei               | 166                | 0,4                | 115             | 0,3             |

## Wahl 1991
| Gegenstand der Nachweisung | Gegenstand der Nachweisung | Wahlkreis- stimmen | Wahlkreis- stimmen | Landes- stimmen | Landes- stimmen |
| Bewerber                   | Partei                     | Anzahl             | %                  | Anzahl          | %               |
| -------------------------- | -------------------------- | ------------------ | ------------------ | --------------- | --------------- |
| Wahlberechtigte            | Wahlberechtigte            | 70.734             | 100,0              | 70.734          | 100,0           |
| Wähler                     | Wähler                     | 47.737             | 67,5               | 47.737          | 67,5            |
| Ungültige Stimmen          | Ungültige Stimmen          | 917                | 1,9                | 622             | 1,3             |
| Gültige Stimmen            | Gültige Stimmen            | 46.820             | 100,0              | 47.115          | 100,0           |
| davon                      |                            |                    |                    |                 |                 |
| Manfred Sutter             | CDU                        | 22.248             | 47,5               | 21.408          | 45,4            |
| Anita Breithaupt           | SPD                        | 16.893             | 36,1               | 15.055          | 31,9            |
| ?                          | GRÜNE                      | 4.432              | 9,5                | 5.738           | 12,2            |
| ?                          | F.D.P.                     | 2.870              | 6,1                | 3.447           | 7,3             |
| –                          | REP                        | –                  | –                  | 812             | 1,7             |
| –                          | DIE GRAUEN                 | –                  | –                  | 426             | 0,9             |
| ?                          | ÖDP                        | 377                | 0,8                | 167             | 0,4             |
| –                          | PBC                        | –                  | –                  | 73              | 0,2             |

## Wahl 1987
|                   | Partei            | Anzahl | %     |
| ----------------- | ----------------- | ------ | ----- |
| Wahlberechtigte   | Wahlberechtigte   | 71.484 | 100,0 |
| Wähler            | Wähler            | 54.369 | 76,1  |
| Ungültige Stimmen | Ungültige Stimmen | 454    | 0,8   |
| Gültige Stimmen   | Gültige Stimmen   | 53.915 | 100,0 |
| davon             |                   |        |       |
| Anita Breithaupt  | SPD               | 17.546 | 32,5  |
| Helmut Lenz       | CDU               | 24.980 | 46,3  |
| ?                 | F.D.P.            | 3.835  | 7,1   |
| ?                 | GRÜNE             | 7.244  | 13,4  |
| ?                 | DKP               | 170    | 0,3   |
| ?                 | Frauenpartei      | 140    | 0,3   |

## Wahl 1983
|                   | Partei            | Anzahl | %     |
| ----------------- | ----------------- | ------ | ----- |
| Wahlberechtigte   | Wahlberechtigte   | 72.002 | 100,0 |
| Wähler            | Wähler            | 56.291 | 78,2  |
| Ungültige Stimmen | Ungültige Stimmen | 440    | 0,8   |
| Gültige Stimmen   | Gültige Stimmen   | 55.851 | 100,0 |
| davon             |                   |        |       |
| Helmut Lenz       | CDU               | 23.477 | 42,0  |
| Anita Breithaupt  | SPD               | 22.157 | 39,7  |
| Susanne Nöcker    | GRÜNE             | 5.032  | 9,0   |
| Irmfried Hüsken   | F.D.P.            | 4.435  | 7,9   |
| Otto Wagner       | DKP               | 214    | 0,4   |
| Rafael Lewental   | LD                | 299    | 0,5   |
| Werner Mackenbach | DS                | 80     | 0,1   |
| Carla Horn        | EAP               | 33     | 0,1   |
| Manfred Adelmann  | AAR               | 124    | 0,2   |

## Bisherige Abgeordnete
Direkt gewählte Abgeordnete des Wahlkreises Frankfurt am Main IV waren:
| Jahr | Direktkandidat     | Partei | Erststimmen in % |
| ---- | ------------------ | ------ | ---------------- |
| 2023 | Michael Boddenberg | CDU    | 35,2             |
| 2018 | Michael Boddenberg | CDU    | 26,7             |
| 2013 | Michael Boddenberg | CDU    | 40,1             |
| 2009 | Michael Boddenberg | CDU    | 42,0             |
| 2008 | Michael Boddenberg | CDU    | 38,7             |
| 2003 | Michael Boddenberg | CDU    | 48,3             |
| 1999 | Michael Boddenberg | CDU    | 45,0             |
| 1995 | Wolfgang Stammler  | CDU    | 45,6             |
| 1991 | Manfred Sutter     | CDU    | 47,5             |
| 1987 | Helmut Lenz        | CDU    | 46,3             |
| 1983 | Helmut Lenz        | CDU    | 42,0             |
| 1982 | Ruth Beckmann      | CDU    | 43,7             |